# 페터 드라이자이틀
페터 드라이자이틀(독일어: Peter Draisaitl, 1965년 12월 7일~)은 독일의 아이스하키 선수, 지도자로 현역 시절 포지션은 센터이다. 현재 슬로바키아 하키 리그의 팀인 브라티슬라바 캐피털스의 감독을 맡고 있다. 도이체 아이스하키 리가(DEL)의 만하이머 ERC와 쾰러 하이에에서 선수 생활을 했으며, 독일 아이스하키 국가대표 선수로서 올림픽 3회, 세계 선수권 대회 7회, 월드컵 1회 참가했다.
아들인 레온 드라이자이틀도 아이스하키 선수이며, 내셔널 하키 리그(NHL)의 에드먼턴 오일러스에서 활동하고 있다.